# Lucknow (huyện)
Huyện Lucknow là một huyện thuộc bang Uttar Pradesh, Ấn Độ. Thủ phủ huyện Lucknow đóng ở Lucknow. Huyện Lucknow có diện tích 2528 ki lô mét vuông. Đến thời điểm năm 2001, huyện Lucknow có dân số 3681416 người.